# Walking in Space
Walking in Space è un album discografico del musicista jazz statunitense Quincy Jones, pubblicato nel 1969.

## Tracce
1. Dead End (Galt MacDermot, James Rado, Gerome Ragni) – 4:05
2. Walking in Space (MacDermot, Rado, Ragni) – 12:06
3. Killer Joe (Benny Golson) – 5:12
4. Love and Peace (Arthur Adams) – 5:48
5. I Never Told You (Arthur Hamilton, Johnny Mandel) – 4:18
6. Oh Happy Day (Edwin Hawkins) – 3:37